# Autoplusia chilensis
Autoplusia chilensis är en fjärilsart som beskrevs av Butler 1882. Autoplusia chilensis ingår i släktet Autoplusia och familjen nattflyn. Inga underarter finns listade i Catalogue of Life.